# Heilige Handgranaat van Antiochië
De Heilige Handgranaat van Antiochië (Engels: The Holy Hand Grenade of Antioch) is een fictief wapen uit de komische film Monty Python and the Holy Grail en de musical Spamalot.
De handgranaat vertoont sterke overeenkomsten met de rijksappel van het Verenigd Koninkrijk, en lijkt te zijn geïnspireerd door de Heilige Lans van Antiochië.
In de hele film komt de handgranaat even kort voor wanneer Koning Arthur en zijn ridders hem gebruiken om een bloeddorstig konijn ("Het monster van Aargh") te doden, maar desondanks is de granaat een van de bekendste elementen uit de film, en van Monty Python in zijn geheel geworden. In veel computerspellen, televisieseries en andere films zijn verwijzingen naar dit wapen opgenomen.

## Beschrijving

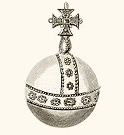
Sovereign's Orb

De Heilige Handgranaat van Antiochië is een visuele satire op de koninklijke regalia genaamd de Rijksappel, vooral de Sovereign's Orb van het Verenigd Koninkrijk. Het middenstuk van de granaat lijkt te zijn gemaakt van een kokosnoot, die eveneens de bron is van een regelmatig terugkerende grap in de film.

## Gebruiksaanwijzing
De Heilige Handgranaat van Antiochië is in de film een “heilig relikwie”, gedragen door een Cisterciënzer monnik genaamd Brother Maynard, en wordt door de ridders gebruikt om het gevreesde bloeddorstige konijn dat de weg verspert te doden. Hoewel de granaat er ongewoon uitziet, werkt hij als elke gewone handgranaat- pin uittrekken en weggooien (bij voorkeur in de richting van de tegenstander...)
Bijgeleverd bij de Granaat zit de gebruiksaanwijzing waarin nadrukkelijk wordt uitgelegd dat men tot drie dient te tellen alvorens te gooien (iets wat toch bijna mislukt door het feit dat Arthur moeite heeft met tellen). De volledige beschrijving staat in het fictieve "Boek der Bewapeningen" (Book of Armaments) (Hoofdstuk 2, verzen 9-21) en luidt als volgt (vertaald):

…En de heilige Atilla hield de handgranaat omhoog en sprak “O Heer, zegen deze handgranaat opdat hij uw vijanden tot kleine stukjes zal opblazen in uw genade”. En de Heer grinnikte, waarop het volk zich te goed deed aan lammeren en tweevingerige luiaards en karpers en ansjovis en orang-oetans en ontbijtgranen en vleerhonden en… (op dit punt wordt hij door Brother Maynard (Eric Idle) onderbroken: "Sla even een stukje over, broeder"). En de Heer sprak: ”Eerst zult gij de heilige pin uit de granaat trekken. Daarna zult gij tellen tot drie, niet meer en niet minder. Drie is het getal tot waar u zult tellen, en het eindgetal van de telling zal drie zijn. Tot vier zult gij niet tellen, noch zult gij tellen tot twee, behalve als de twee wordt gevolgd door de drie. Tot vijf tellen is helemaal uit den boze. Zodra het getal drie, zijnde het derde getal, wordt bereikt, zult gij de Heilige Handgranaat van Antiochië naar uw vijand gooien, wie, ondeugend in mijn aangezicht, het zal bekopen." "Amen."
— Michael Palin in zijn rol van broeder Maynards broeder

Wanneer Arthur de granaat gooit, is op de achtergrond kerkelijke muziek te horen, gevolgd door de ontploffing. Aangenomen wordt dat het konijn dit inderdaad niet heeft overleefd aangezien de ridders hun tocht ongestoord voortzetten.